# Арктический экономический совет
Арктический экономический совет — независимая международная бизнес-организация, представляющая интересы компаний, которые ведут экономическую деятельность в Арктическом регионе. Совет содействует ответственному экономическому развитию и представляет перспективу деловых кругов по вопросам устойчивого развития в Арктике.
Через свои рабочие группы Совет поддерживает ведение бизнеса в регионе, налаживает крепкие торговые связи и привлекает инвестиции в Арктику. Совет продвигает государственно-частное партнерство как способ реализации инфрастуктурных проектов. В число приоритетных задач Совета входит поддержка традиционных промыслов коренных народов Арктики как вида предпринимательской деятельности. Помимо этого, Совет консультирует международные и национальные организации, которые вовлечены в формирование и наращивание потенциала региональной экономики и местного населения.

## История
История основания Арктического Экономического совета тесно связана с Арктическим советом (АС). В мае 2013 года в Кируне, Швеция, министры восьми арктических государств подписали Кирунскую декларацию, в которой признается, что «экономическая деятельность в Арктике является неотъемлемой частью устойчивого развития народов и сообществ региона». АС признал потребность в площадке, которая транслировала бы голос делового сообщества и частного сектора в Арктике по вопросам защиты окружающей среды и социально-экономического развития. Так, создание новой организации, позволяющей «бизнесу, промышленности и предприятиям коренных народов продвигать интересы, ориентированные на Арктику, обмениваться передовым опытом, налаживать партнерские отношения и участвовать в более глубоком сотрудничестве» стало ключевым приоритетом канадского председательства в АС в 2013—2015 гг.
Совет был основан 2 сентября 2014 года в Икалуите, Нунавут, Канада. В сентябре 2015 года Бёрге Бренде, министр иностранных дел Норвегии, и Тара Суини, первый председатель Совета, открыли штаб-квартиру в Тромсё, Норвегия. Сегодня Арктический экономический совет является независимой бизнес-организацией. Он не связан с АС ни структурно, ни финансово и функционирует за счёт членских взносов.

## Участники
На 2022 год в совете состоят более 40 компаний из стран арктического региона (Канада, США, Дания, включая Фарерские острова и Гренладию, Исландия, Норвегия, Швеция, Финляндия и Россия). В Совете также представлены компании из неарктических государств, которые при этом ведут экономическую деятельность в Арктике (Германия, Греция, Швейцария, Франция). Более того, постоянными участниками (Permanent Participants) совета являются организации коренных народов Арктики (Алеутская международная ассоциация, Арктический совет атабасков, Приполярный совет инуитов, Ассоциация коренных малочисленных народов Севера, Сибири и Дальнего Востока).
Существует три категории участников:
- Legacy Members and Permanent Participants, обладают правом голоса;
- Arctic Partners — крупные компании из арктических и неарктических государств;
- Permafrost Partners — компании-представители малого бизнеса.

В совете в основном представлены крупные международные компании, но в нём состоят и представители малого и среднего бизнеса. Также в совете участвуют ряд коммерческих предприятий, которые ведут представители коренных народов Арктики. Главным критерием участия в совете является ведение предпринимательской деятельности в арктическом регионе.
В совете представлены следующие российские компании и организации:
- ПАО «Новатэк»[9]
- ПАО «Совкомфлот»
- ПАО «Мегафон»[10]
- Госкорпорация «Росатом»[11]
- ПАО «Газпром нефть»[12]
- ПАО «ГМК „Норильский никель“»[13]

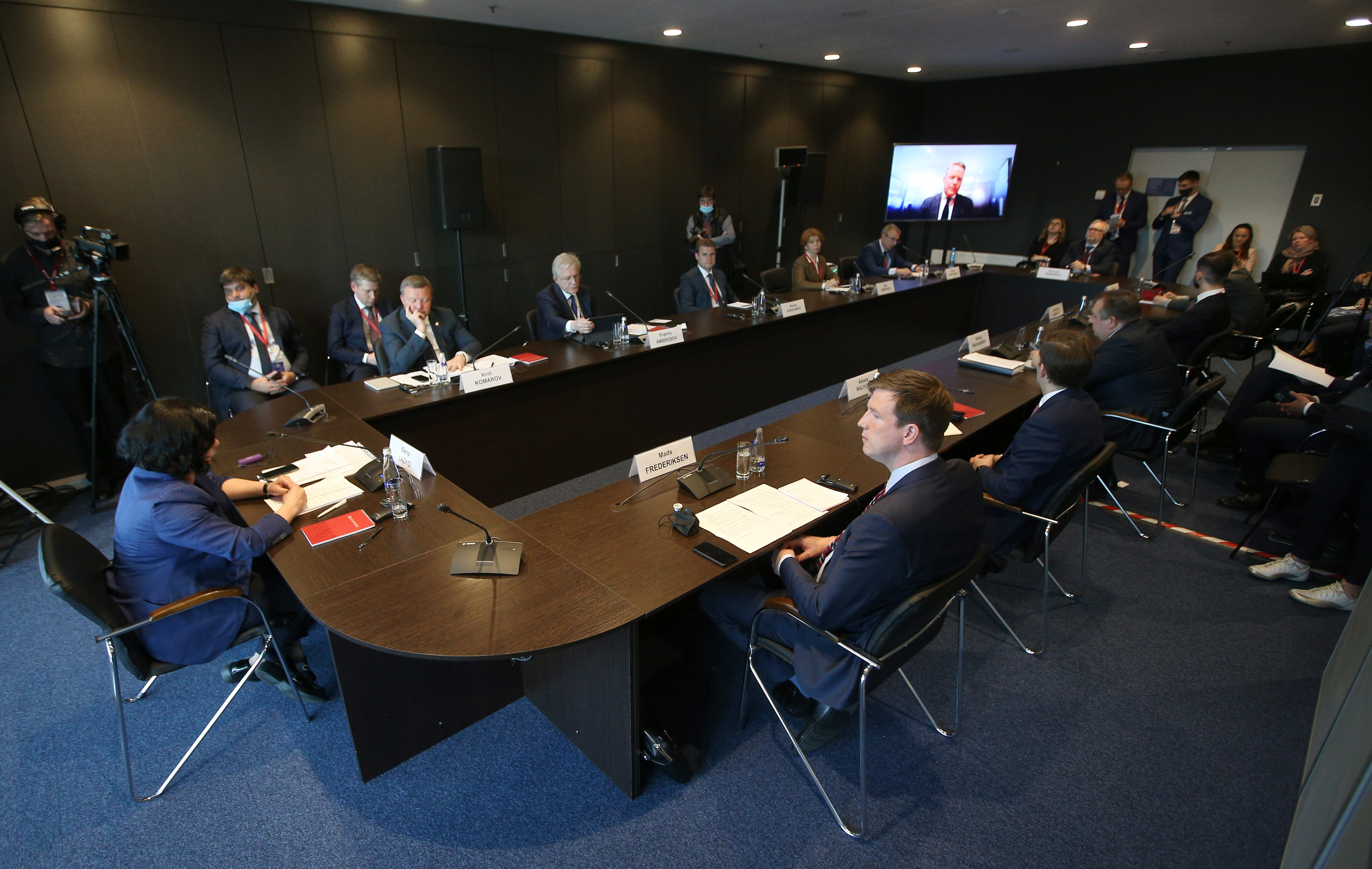
Заседание Арктического Экономического Совета в рамках ПМЭФ 2021. Автор Адеев Егор, ТАСС

- АКМНСС и ДВ РФ в качестве постоянного участника.

## Структура

### Исполнительный комитет
Исполнительный комитет (ИК) — руководящий орган Совета. Обычно он состоит из четырёх представителей и председателя. Члены ИК представляют компании, расположенные на территории арктических стран, и организации коренных народов Арктики.

### Головной офис
Штаб-квартира располагается в Тромсё, Норвегия. Головной офис совета предоставляет административную и организационную поддержку Совету, занимается информационным обеспечением и связями с общественностью.

### Председательство
Председательство в Арктическом экономическом совете ротируется каждые два года между компаниями-представителями арктических государств и совпадает с председательством стран в Арктическом совете. С мая 2021 по май 2023 председательство в организациях перешло России. Председателем от России в Арктическом экономическом совете был избран Е. Н. Амбросов.

### Список председателей
|           | Страна                    | Председатель      | Компания                             |
| --------- | ------------------------- | ----------------- | ------------------------------------ |
| 2015-2017 | Соединённые Штаты Америки | Тара Суини        | Tack 71                              |
| 2017-2019 | Финляндия                 | Теро Вараусте     | ICEYE                                |
| 2019-2021 | Исландия                  | Хейдар Гудйонссон | Sýn hf. (Vodafone)/ Ursus investment |
| 2021-2023 | Россия                    | Евгений Амбросов  | Новатэк                              |

## Рабочие группы
С момента основания Совета было сформировано пять рабочих групп, которые представляют разные виды экономической деятельности. Количество и состав рабочих групп меняется время от времени и зависит от разработанного предписания (мандата), который разрабатывается на два года. На данный момент существует пять рабочих групп.
- MTWG — РГ по морским перевозкам
- IIWG — РГ по инвестициям и инфраструктуре
- RRDWG — РГ по ответственной разработке природных ресурсов.
- CWG — РГ по телекоммуникациям занимается вопросами оценки разных технологических и инфраструктурных решений в вопросах доступа к цифровой связи и широкополосному интернету в Арктике. Обеспечение доступа к высокоскоростному интернету напрямую влияет на качество жизни населения, с точки зрения доступа к образованию, медицинским услугам, готовности к чрезвычайным ситуациям. Надежный скоростной интернет напрямую влияет на развитие предпринимательской деятельность и, соответственно, способствует ещё большему интегрированию Арктического региона в мировую экономику. В 2021 году Рабочая группа по телекоммуникациям разработала инвестиционную матрицу для частных и государственных инвесторов в Арктике[23][24].
- BEWG — РГ по "синей экономике" фокусируется на различных видах экономической деятельности в акваториях Северного Ледовитого океана как морехозяйственного комплекса, от более традиционных рыболовных промыслов, аквакультуры, морского транспорта до морских биотехнологий.

## Международное сотрудничество и соглашения
Совет обеспечивает связь делового сообщества по вопросам устойчивого развития в Арктике с такими международными организациями как, например, Международная морская организация, Европейский союз и Арктический совет. Первая совместная встреча между представителями двух советов и экспертами рабочих групп состоялась в октябре 2019 года в Рейкьявике. Оба совета сотрудничают по вопросам морских перевозок, «голубой» экономики, телекоммуникаций, связи и др.
В марте 2022 года Арктический экономический совет четырьмя голосами против одного осудил вторжение России на Украину и перенес ежегодную общую встречу из Санкт-Петербурга в онлайн.
| Год  | Организация-партнер                                            | Тип Соглашения               |
| ---- | -------------------------------------------------------------- | ---------------------------- |
| 2021 | Постоянный Комитет Парламентариев Арктического Региона (ПКПАР) | Меморандум о взаимопонимании |
| 2021 | Комитет Санкт-Петербурга по делам Арктики                      | Меморандум о взаимопонимании |
| 2019 | Арктический совет                                              | Меморандум о взаимопонимании |
| 2018 | Университет Арктики                                            | Меморандум о взаимопонимании |

### Арктический инвестиционный протокол
С 2017 года Арктический экономический совет активно продвигает Арктический Инвестиционный Протокол (Arctic Investment Protocol (AIP)), изначально подготовленный Всемирным экономическим форумом в Давосе. Протокол предназначен для инвесторов и включает в себя следующие принципы:
- Укрепление жизнестойкости городов и населенных пунктов через экономическое развитие;
- Уважение и включение местного и коренного населения в процесс принятия решений;
- Защита окружающей среды;
- Использование ответственной и прозрачной бизнес-модели;
- Консультации с научным сообществом и использование традиционных знаний коренного населения;
- Укрепление пан-Арктического сотрудничества и обмен накопленным опытом[36].

## Арктические стратегии
Совет принимал активное участие в общественных консультациях при формировании новой арктического стратегии Европейского Союза, которая была опубликована в октябре 2021 года, а также в консультациях по арктической стратегии Финляндии, опубликованной в июне 2021 года.
Арктический экономический совет упомянут в национальных арктических стратегиях развития следующих стран:
| Страна                | Год выхода стратегии |
| --------------------- | -------------------- |
| Польша                | 2021                 |
| Исландия              | 2021                 |
| Европейский парламент | 2021                 |
| Европейская комиссия  | 2021                 |
| Финляндия             | 2021                 |
| Нидерланды            | 2021                 |
| Россия                | 2020                 |
| Швеция                | 2020                 |
| Канада                | 2019                 |
| Шотландия             | 2019                 |
| Великобритания        | 2018                 |
| Испания               | 2016                 |
| Франция               | 2016                 |
| Япония                | 2015                 |

В январе 2021 Индия опубликовала свой первый проект национальной арктической стратегии, в которой индийским компаниям предлагалось активно вступать в Арктический экономический совет для изучения инвестиционного потенциала в арктическом регионе.